# Lerm-et-Musset
Lerm-et-Musset település Franciaországban, Gironde megyében. Lakosainak száma 491 fő (2022. január 1.). Lerm-et-Musset Lavazan, Cudos, Escaudes, Goualade, Marions és Giscos községekkel határos.

## Népesség
A település népességének változása:
| Lakosok száma | 454  | 360  | 360  | 444  | 488  | 492  | 482  | 478  | 476  | 491  |
|               | 1968 | 1982 | 1990 | 2006 | 2013 | 2015 | 2017 | 2019 | 2020 | 2022 |